# Tinée
Die Tinée ist ein Fluss in Frankreich, der im Département Alpes-Maritimes in der Region Provence-Alpes-Côte d’Azur verläuft. Sie entspringt nahe dem Col de la Bonette, im Nationalpark Mercantour, im Gemeindegebiet von Saint-Dalmas-le-Selvage, entwässert generell Richtung Südost durch das Gebiet der Seealpen und mündet nach rund 70 Kilometern an der Gemeindegrenze von Utelle und Tournefort als linker Nebenfluss in den Var.

## Orte am Fluss
(Reihenfolge in Fließrichtung)
- Saint-Étienne-de-Tinée
- Isola
- Saint-Sauveur-sur-Tinée
- Marie
- Clans
- Roussillion, Gemeinde La Tour

## Energiewirtschaft
Der Fluss wird an mehreren Stellen zur Energiegewinnung aufgestaut. Das Wasser wird durch Druckstollen abgeleitet.

## Sehenswürdigkeiten
Die engen Schluchten der Tinée gehören zu den landschaftlich schönsten in den Seealpen.

## Bildergalerie

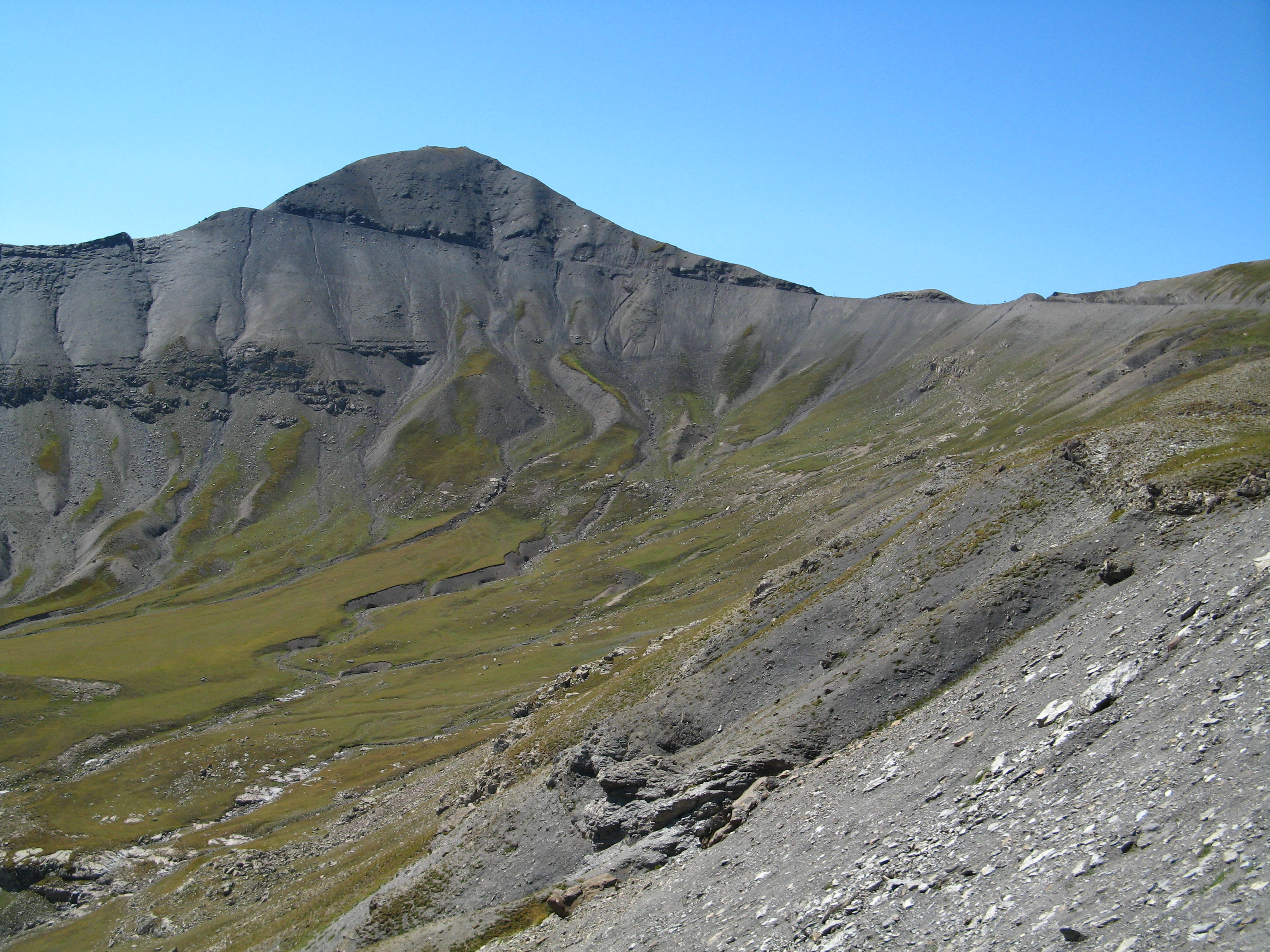
Das Quellgebiet
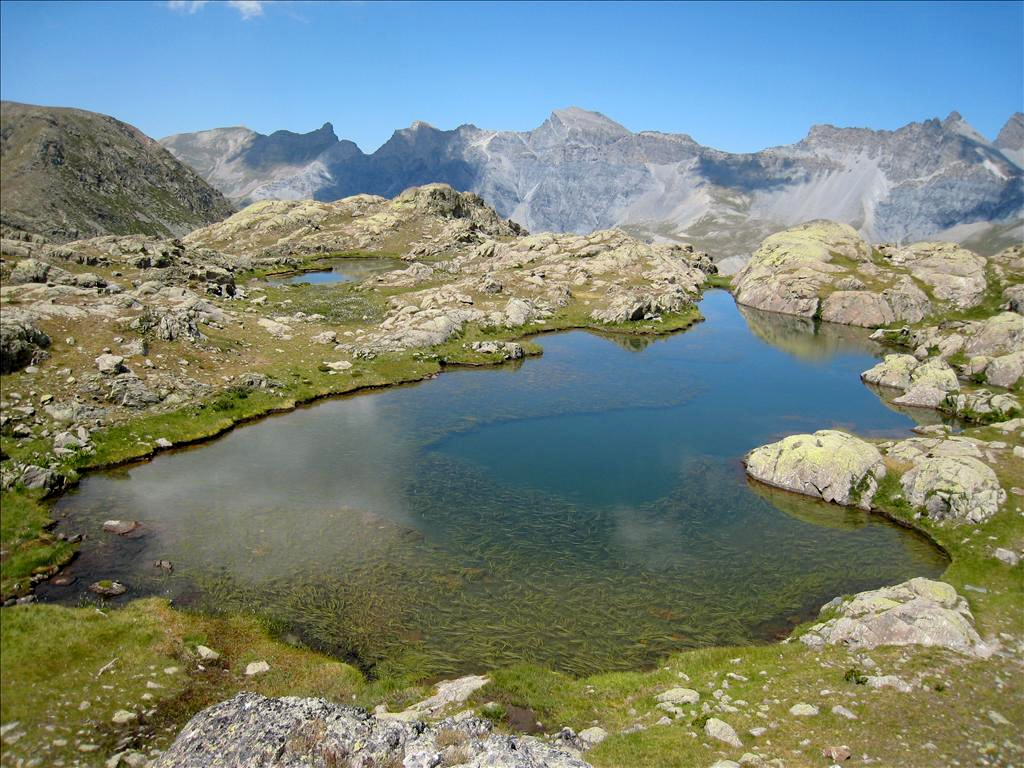
Blick vom Lac Morgon ins Tal der Tinée
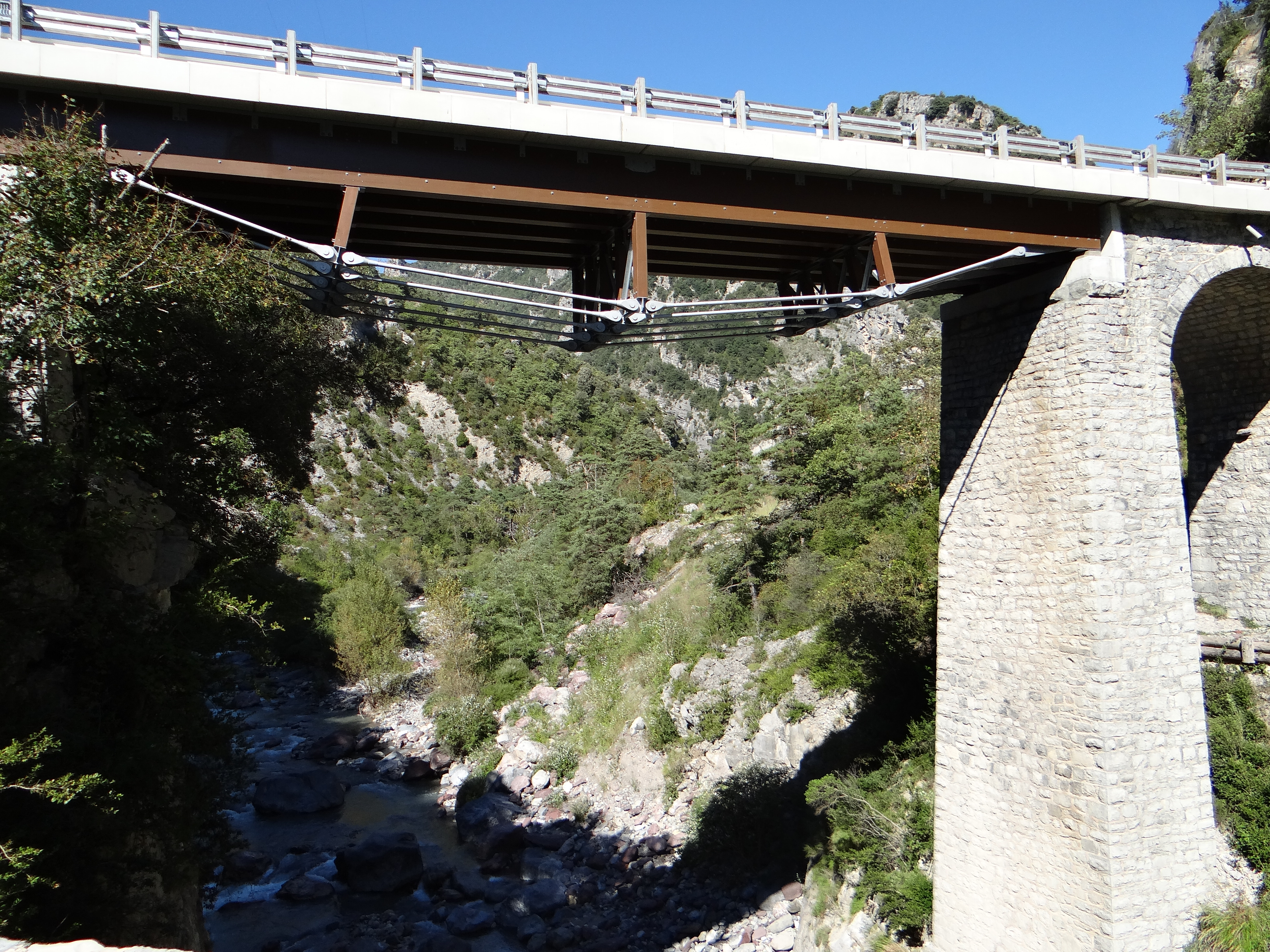
Brücke über den Fluss im Gemeindegebiet von Ilonse
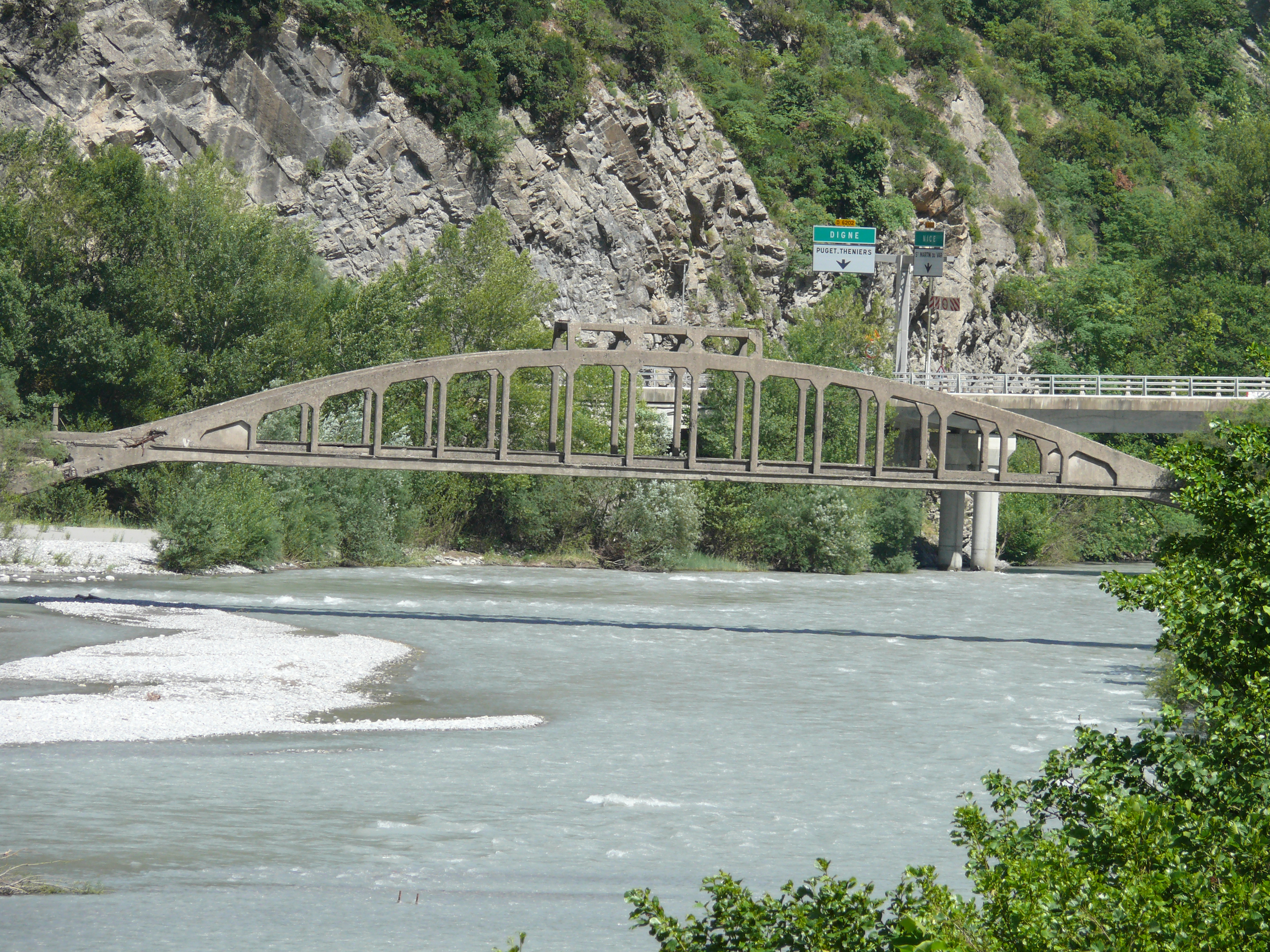
Mündung in den Var bei der alten Bahnbrücke
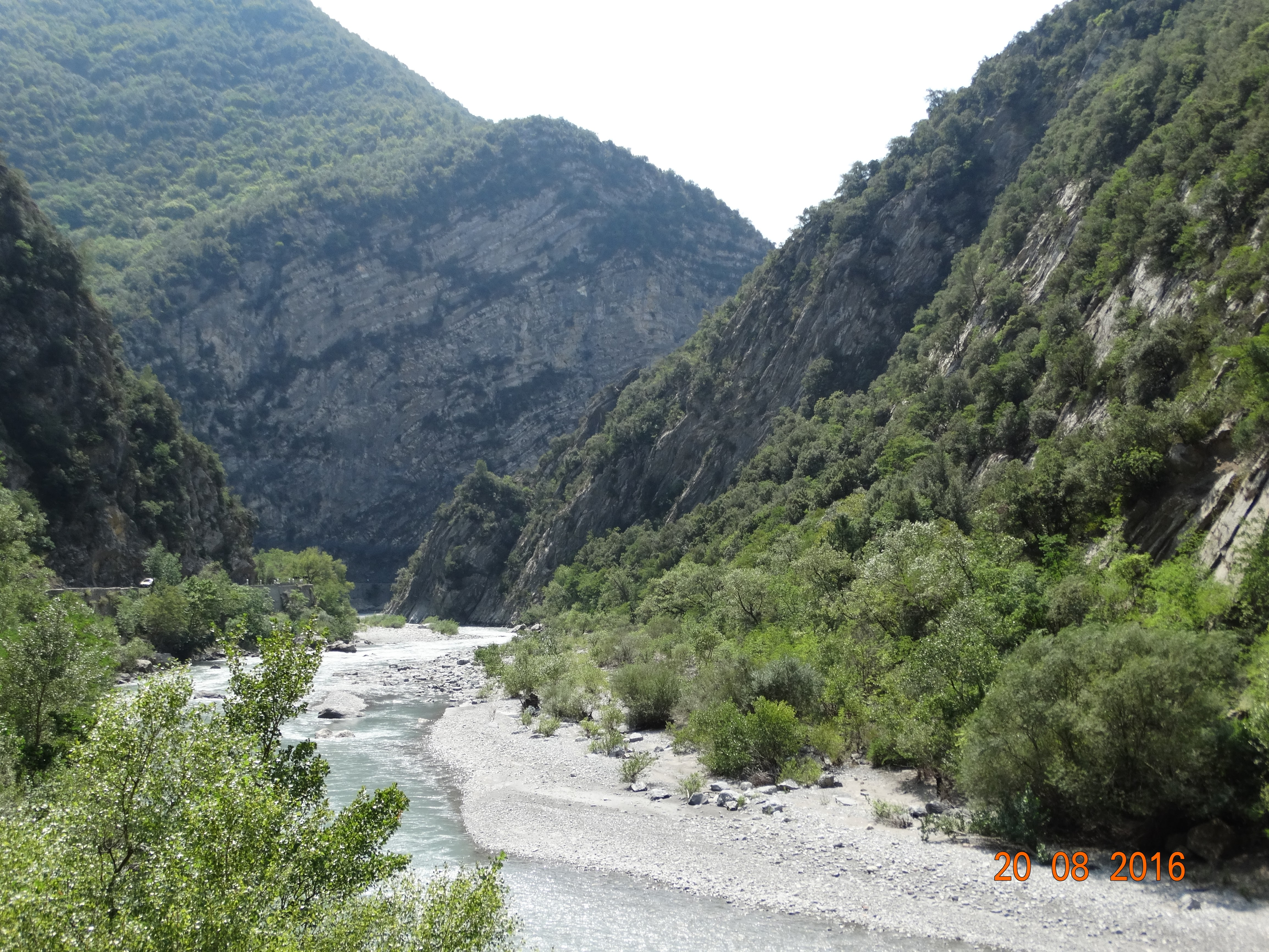
Tinée bei Autostraße M2205